# Rodrigo Auzmendi
Rodrigo Auzmendi (Adolfo Gonzales Chaves, 2 de marzo de 2001) es un futbolista argentino que se desempeña como delantero y juega en Banfield, de la Primera División de Argentina.

## Trayectoria
Luego de pasar por las divisiones formativas de Plaza Colonia, Porto y Gimnasia y Esgrima La plata, Rodrigo Auzmendi recala en 2022 en San Marcos de Arica, donde hizo su debut profesional el 7 de mayo de 2022, en la victoria por 2 a 1 frente a Rodelindo Román, por la quinta fecha del torneo de Segunda División Profesional de Chile 2022, donde Auzmendi fue el autor del gol de la victoria. Ese año además lograrían la obtención del campeonato, y por ende, el ascenso a la Liga de Ascenso.
El 8 de abril de 2023 le marcó un poker de goles a Trasandino de Socoroma, en un partido correspondiente a la Copa Chile 2023. Su paso por el equipo de Arica culminó con 10 goles en 31 partidos jugados.
Para el 2024 se une a Fútbol Club Motagua, de la Liga Nacional de Fútbol de Honduras, donde compartió equipo con su hermano Agustín Auzmendi, y que durante su estadía en el club, disputó 49 partidos, convirtió 24 goles y logro la obtención del Torneo Apertura 2024.
Para el segundo semestre de 2025, retorna a su país natal para jugar en Banfield, de la Primera División de Argentina, jugando su primer partido con la institución, el 20 de julio de ese año, en la victoria 2 a 1 ante Newell's Old Boys, y donde Auzmendi participó en los dos goles de su equipo, marcando el primero y asistiendo en el segundo.

## Estadísticas

### Clubes
Actualizado hasta su último partido disputado el 17 de agosto de 2025.
| Club                        | Div.          | Temporada     | Liga  | Liga  | Liga   | Copas nacionales | Copas nacionales | Copas nacionales | Torneos internacionales | Torneos internacionales | Torneos internacionales | Total | Total | Total  | Media goleadora |
| Club                        | Div.          | Temporada     | Part. | Goles | Asist. | Part.            | Goles            | Asist.           | Part.                   | Goles                   | Asist.                  | Part. | Goles | Asist. | Media goleadora |
| --------------------------- | ------------- | ------------- | ----- | ----- | ------ | ---------------- | ---------------- | ---------------- | ----------------------- | ----------------------- | ----------------------- | ----- | ----- | ------ | --------------- |
| San Marcos de Arica · Chile | 3.ª           | 2022          | 16    | 4     | 0      | —                | —                | —                | —                       | —                       | —                       | 16    | 4     | 0      | 0.25            |
| San Marcos de Arica · Chile | 2.ª           | 2023          | 12    | 1     | 0      | 3                | 5                | 0                | —                       | —                       | —                       | 15    | 6     | 0      | 0.40            |
| San Marcos de Arica · Chile | Total club    | Total club    | 28    | 5     | 0      | 3                | 5                | 0                | 0                       | 0                       | 0                       | 31    | 10    | 0      | 0.32            |
| F. C. Motagua Honduras      | 1.ª           | 2023-24       | 7     | 1     | 0      | —                | —                | —                | —                       | —                       | —                       | 7     | 1     | 0      | 0.14            |
| F. C. Motagua Honduras      | 1.ª           | 2024-25       | 33    | 19    | 1      | —                | —                | —                | 9                       | 4                       | 0                       | 42    | 23    | 1      | 0.55            |
| F. C. Motagua Honduras      | Total club    | Total club    | 40    | 20    | 1      | 0                | 0                | 0                | 9                       | 4                       | 0                       | 49    | 24    | 1      | 0.47            |
| C. A. Banfield Argentina    | 1.ª           | 2025          | 4     | 3     | 2      | —                | —                | —                | —                       | —                       | —                       | 4     | 3     | 2      | 0.75            |
| C. A. Banfield Argentina    | Total club    | Total club    | 4     | 3     | 2      | 0                | 0                | 0                | 0                       | 0                       | 0                       | 4     | 3     | 2      | 0.75            |
| Total carrera               | Total carrera | Total carrera | 72    | 28    | 3      | 3                | 5                | 0                | 9                       | 4                       | 0                       | 84    | 37    | 3      | 0.44            |
| 1. 2.                       |               |               |       |       |        |                  |                  |                  |                         |                         |                         |       |       |        |                 |

### Hat-tricks
| Partidos en los que anotó tres o más goles | Partidos en los que anotó tres o más goles | Partidos en los que anotó tres o más goles  | Partidos en los que anotó tres o más goles   | Partidos en los que anotó tres o más goles | Partidos en los que anotó tres o más goles | Partidos en los que anotó tres o más goles |
| N.º                                        | Fecha                                      | Estadio                                     | Partido                                      | Goles                                      | Resultado                                  | Competición                                |
| ------------------------------------------ | ------------------------------------------ | ------------------------------------------- | -------------------------------------------- | ------------------------------------------ | ------------------------------------------ | ------------------------------------------ |
| 1                                          | 8 de abril de 2023                         | Estadio Carlos Dittborn, Arica              | Trasandino de Socoroma - San Marcos de Arica |                                            | 0 - 5                                      | Copa Chile 2023                            |
| 2                                          | 6 de febrero de 2025                       | Estadio Nacional Chelato Uclés, Tegucigalpa | F. C. Motagua - Lobos UPNFM                  |                                            | 5 - 0                                      | Torneo Clausura 2025                       |
| 3                                          | 7 de mayo de 2025                          | Estadio Carlos Miranda, Comayagua           | Génesis de Comayagua - F. C. Motagua         |                                            | 1 - 4                                      | Torneo Clausura 2025                       |

## Palmarés

### Torneos nacionales
| Título                       | Club                | País     | Año    |
| ---------------------------- | ------------------- | -------- | ------ |
| Segunda División Profesional | San Marcos de Arica | Chile    | 2022   |
| Liga Nacional de Fútbol      | F. C. Motagua       | Honduras | A-2024 |